# 류블랴나 대성당

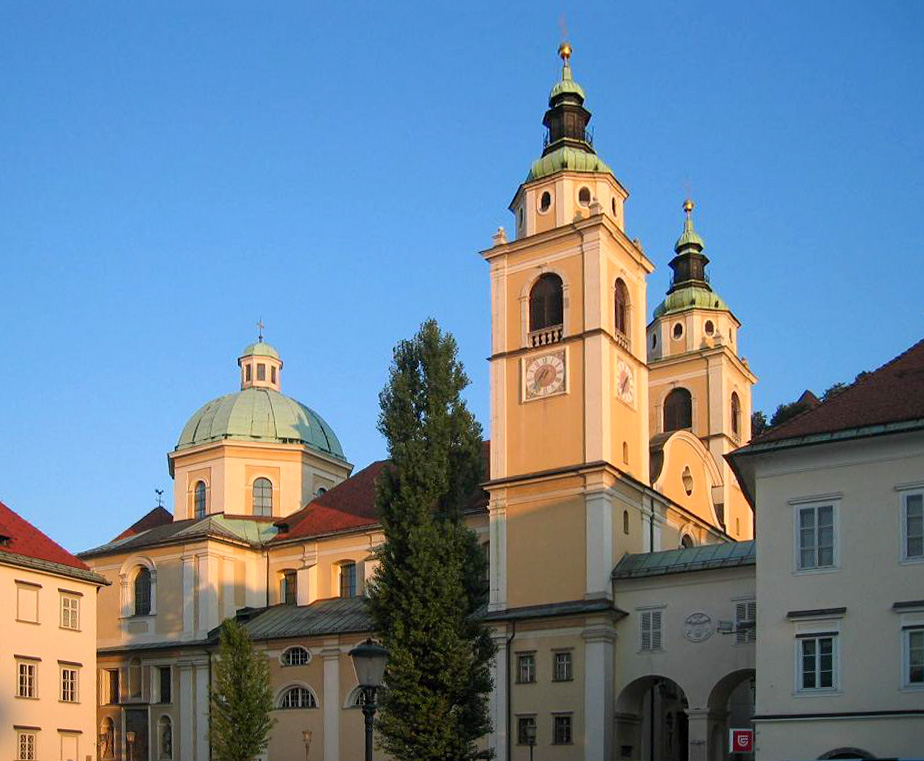
류블랴나 대성당

류블랴나 대성당(슬로베니아어: ljubljanska stolnica) 또는 공식 명칭 성 니콜라스 대성당(슬로베니아어: Stolnica svetega Nikolaja)은 슬로베니아의 수도인 류블랴나에 있는 대성당이다. 원래 류블랴나 대성당은 고딕 양식의 성당이었으나, 18세기 초에 바로크 양식의 건물로 대체되었다. 녹색 돔과 쌍둥이 탑이 특징이다.